# Lijst van voetbalinterlands Singapore - Zuid-Vietnam
Deze lijst van voetbalinterlands is een overzicht van alle officiële voetbalwedstrijden tussen de nationale teams van Singapore en Zuid-Vietnam. De Aziatische landen speelden achttien keer tegen elkaar. De eerste ontmoeting, een vriendschappelijke wedstrijd, werd gespeeld in Kuala Lumpur (Maleisië) op 31 augustus 1957. Het laatste duel, eveneens een vriendschappelijke wedstrijd, vond plaats op 9 september 1973 in Singapore.

## Wedstrijden
| №  | Plaats       | Datum             | Competitie                 | Wedstrijd                | Uitslag |
| -- | ------------ | ----------------- | -------------------------- | ------------------------ | ------- |
| 1  | Kuala Lumpur | 31 augustus 1957  | Vriendschappelijk          | Singapore − Zuid-Vietnam | 5 − 5   |
| 2  | Kuala Lumpur | 1 september 1957  | Vriendschappelijk          | Singapore − Zuid-Vietnam | 1 − 2   |
| 3  | Kuala Lumpur | 30 augustus 1958  | Vriendschappelijk          | Zuid-Vietnam − Singapore | 4 − 4   |
| 4  | Singapore    | 9 mei 1959        | Azië Cup 1960 kwalificatie | Singapore − Zuid-Vietnam | 1 − 4   |
| 5  | Kuala Lumpur | 7 augustus 1960   | Vriendschappelijk          | Zuid-Vietnam − Singapore | 2 − 1   |
| 6  | Kuala Lumpur | 13 augustus 1961  | Vriendschappelijk          | Zuid-Vietnam − Singapore | 2 − 1   |
| 7  | Kuala Lumpur | 17 september 1962 | Vriendschappelijk          | Zuid-Vietnam − Singapore | 2 − 2   |
| 8  | Shah Alam    | 16 december 1965  | Vriendschappelijk          | Singapore − Zuid-Vietnam | 1 − 5   |
| 9  | Kuala Lumpur | 20 augustus 1966  | Vriendschappelijk          | Zuid-Vietnam − Singapore | 2 − 1   |
| 10 | Bangkok      | 14 december 1966  | Aziatische Spelen 1966     | Singapore − Zuid-Vietnam | 5 − 0   |
| 11 | Hongkong     | 2 april 1967      | Azië Cup 1968 kwalificatie | Zuid-Vietnam − Singapore | 3 − 0   |
| 12 | Saigon       | 4 november 1967   | Vriendschappelijk          | Zuid-Vietnam − Singapore | 2 − 0   |
| 13 | Bangkok      | 23 november 1969  | Vriendschappelijk          | Singapore − Zuid-Vietnam | 1 − 1   |
| 14 | Kuala Lumpur | 13 augustus 1970  | Vriendschappelijk          | Zuid-Vietnam − Singapore | 4 − 0   |
| 15 | Shah Alam    | 14 december 1971  | Vriendschappelijk          | Zuid-Vietnam − Singapore | 3 − 1   |
| 16 | Saigon       | 29 oktober 1972   | Vriendschappelijk          | Zuid-Vietnam − Singapore | 4 − 1   |
| 17 | Kuala Lumpur | 1 augustus 1973   | Vriendschappelijk          | Singapore − Zuid-Vietnam | 0 − 1   |
| 18 | Singapore    | 6 september 1973  | Vriendschappelijk          | Singapore − Zuid-Vietnam | 1 − 1   |

## Samenvatting
| Competitie            | Totaal gespeeld | Winst Singapore | Gelijk | Winst Zuid-Vietnam | Doelsaldo Singapore – Zuid-Vietnam |
| --------------------- | --------------- | --------------- | ------ | ------------------ | ---------------------------------- |
| Azië Cup-kwalificatie | 2               | 0               | 0      | 2                  | 1 − 7                              |
| Aziatische Spelen     | 1               | 1               | 0      | 0                  | 5 − 0                              |
| Vriendschappelijk     | 15              | 0               | 5      | 10                 | 20 − 40                            |
| Totaal                | 18              | 1               | 5      | 12                 | 26 − 47                            |

FAS · 
Lijst van A-internationals · 
Singaporees vrouwenelftal
1960 – 1969 ·
1970 – 1979 ·
1980 – 1989 ·
1990 – 1999 ·
2000 – 2009 ·
2010 – 2019
Afghanistan ·
Argentinië ·
Australië · 
Azerbeidzjan · 
Bahrein · 
Bangladesh · 
Brunei · 
Cambodja · 
Canada · 
China · 
Denemarken · 
Fiji ·
Filipijnen · 
Finland · 
Ghana · 
Guam ·
Hongkong · 
India · 
Indonesië · 
Irak · 
Iran · 
Israël · 
Japan · 
Jemen ·
Jordanië · 
Kazachstan · 
Kirgizië · 
Koeweit · 
Laos · 
Libanon · 
Macau · 
Malediven · 
Maleisië · 
Mauritius ·
Mongolië · 
Myanmar · 
Nepal · 
Nieuw-Zeeland · 
Noord-Korea · 
Noorwegen · 
Oezbekistan · 
Oman · 
Oost-Timor · 
Pakistan · 
Palestina · 
Papoea-Nieuw-Guinea ·
Polen · 
Qatar ·
Salomonseilanden · 
Saoedi-Arabië · 
Sri Lanka · 
Syrië · 
Tadzjikistan · 
Taiwan · 
Thailand · 
Turkmenistan · 
Uruguay · 
Verenigde Arabische Emiraten · 
Vietnam · 
Zuid-Korea · 
Zuid-Vietnam · 
Zweden
VFA
1949 – 1959 · 
1960 – 1969 · 
1970 – 1975
Azië Cup 1956 · 
Azië Cup 1960
Australië ·
Bangladesh ·
Cambodja ·
Filipijnen ·
Hongkong ·
India ·
Indonesië ·
Israël ·
Japan ·
Koeweit ·
Laos ·
Maleisië ·
Myanmar ·
Nieuw-Zeeland ·
Pakistan ·
Singapore ·
Taiwan ·
Thailand ·
Zuid-Korea